# Anastatus bifasciatus
Anastatus bifasciatus es una especie de avispa parasitoide del género Anastatus, familia, Eupelmidae. Fue descrita por Geoffroy en 1785.
La especie se ha utilizado para el control biológico aumentativo contra Halyomorpha halys, también conocido como chinche hedionda marrón marmoleada. También se ha considerado como agente de control biológico contra los huevos de Lymantria dispar (lagarta peluda), en América del Norte.

## Descripción
Mide aproximadamente 2,2 a 3 mm de longitud.

## Distribución
Se distribuye por Francia, Suiza, Chequia, Corea e Italia.